# ستيفن بيريرا
ستيفن بيريرا (بالهولندية: Steven Pereira) (13 أبريل 1994 بهولندا في مملكة هولندا - ) هو لاعب كرة قدم هولندي في مركز الدفاع. لعب مع بي إي سي زفوله وMVV Maastricht ‏.

## وصلات خارجية
- ستيفن بيريرا على موقع قاعدة بيانات كرة القدم.إي يو (الإنجليزية)
- ستيفن بيريرا على موقع ناشيونال فوتبول تيمز (الإنجليزية)
- ستيفن بيريرا على موقع Soccerway.com (الإنجليزية)